# Sandilkh
Sandilkh, Sandilch, Sandilchos, Sandicle ou Sandil est un chef des Huns Outigoures. Allié de l'Empire byzantin, il lutta contre Zabergan, chef des Huns Koutrigoures.

## Histoire
Les origines de Sandilkh sont obscures et selon Otto Maenchen-Helfen, son nom est d'origine turque.
En 559, il est poussé par l'empereur Justinien à attaquer Zabergan qui, après avoir pillé la Thrace et menacé Constantinople, s'apprêtait à franchir le Danube pour retourner dans son pays. Sandilkh hésita un moment, déclarant aux ambassadeurs byzantins qu'il était injuste de lui demander d'exterminer des compatriotes et des frères de sang bien que les deux peuples étaient gouvernés par des chefs différents. Alors l'un des ambassadeurs byzantins lui demanda ironiquement si ses compatriotes et frères, les Koutrigoures, dont il montrait tant de souci, partageaient avec lui l'argent que les Byzantins leur donnaient et si lui-même comptait sur une part de leur butin quand ils viendraient piller les terres de l'Empire. Sandilkh, hors de lui, accepta les présents de l'empereur et jura de faire aveuglément tout ce qu'on lui demanderait de faire.
Selon Agathias, Sandilkh recruta deux mille Goths Tétraxites pour renforcer son armée et ayant traversé le Don, partit à la rencontre des Koutrigoures. Le combat fut long et opiniâtre mais ses troupes prirent le dessus sur celles de Zabergan. Les Koutrigoures furent décimés et Sandilkh s'empara d'une grande partie de leurs femmes et de leurs enfants. Mais après cette bataille, les relations entre Sandilkh et Justinien se dégradèrent rapidement. En effet, deux mille Koutrigoures qui avaient été défaits par Sandilkh et qui s'étaient sauvés après leur défaite, avaient trouvé refuge chez les Byzantins avec femmes et enfants, et purent s'installer en Thrace avec le consentement de l'empereur qui avait pourtant poussé les Outigoures à les attaquer. C'était reprendre pour Justinien une vieille tactique romaine qui consistait à opposer un peuple barbare à autre dans le but de les affaiblir. Sandilkh envoya une ambassade à l'empereur pour protester de sa fourberie. Justinien répondit aux protestations du chef outigoure par des présents et le mécontentement de Sandilkh fut apaisé.
Les hostilités reprirent bientôt entre Outigoures et Koutrigoures et les survivants de ces guerres fratricides seront bientôt absorbés par un nouveau peuple de cavaliers nomades : les Avars de Bayan.

## Sources
- Agathias, Histoires ( « Sur le règne de Justinien », Livre V)
- Procope de Césarée, Guerres de Justinien (« Histoire mêlée », chapitres XVIII et XIX)